# William James Kennedy (homme politique)
Pour les articles homonymes, voir William Kennedy et Kennedy.
William James Kennedy (9 juin 1857-22 décembre 1912) est un homme politique canadien du Manitoba. Il est député provincial libéral de la circonscription manitobaine de Dennis de 1897 à 1899.

## Biographie
Né à Chatham-Kent dans le Canada-Est, Kennedy entame une carrière publique en servant comme maire de Virden au Manitoba.
Candidat défait pour un poste à l'Assemblée législative du Manitoba en 1896, il est élu lors d'une élection partielle déclenchée à la suite du décès de Watson Montgomery Crosby (en) en 1897. Il est défait dans la nouvelle circonscription de Virden (en) en 1899.
De 1901 à 1912, il est employé d'Immigration, Réfugiés et Citoyenneté Canada à Winnipeg.